# Lázně Kundratice
Lázně Kundratice (německy Bad Kunnersdorf) je vesnice, část města Osečná v okrese Liberec. Nachází se asi 1 km na západ od Osečné. Je zde evidováno 171 adres. Trvale zde žije 487 obyvatel.
Lázně Kundratice je také název katastrálního území o rozloze 7,89 km².

## Historie
První písemná zmínka o vesnici pochází z roku 1549.
Kundratické lázně jsou v provozu od roku 1881. Využívala se v nich sirno-železitá slatinná voda z blízkých vývěrů a později také výluhy z jehličí. Roku 1976 se novým zdrojem léčivé vody stal vrt, kterým se z cenomanské zvodně v hloubce 119–181 metrů čerpá prostá hydrouhličitano-vápenatá voda s vyšším obsahem radonu.

## Osobnosti
- Heinz Rutha (1897–1937), sudetoněmecký nacionalistický politik
- V roce 1952 se zde léčil přírodní léčitel Jan Mikolášek (7. dubna 1889 – 29. prosince 1973).[8]

## Pamětihodnosti
- Vodní mlýn (čp. 37)